# Paramount Airways
Paramount Airways was een Indiase low cost-luchtvaartmaatschappij met thuisbasis in Coimbatore.

## Geschiedenis
Paramount Airways werd opgericht op 19 oktober 2005 door de Paramountgroep.

## Vloot
Paramount Airways bezit momenteel (oktober 2007)
- 2 Embraer ERJ-170
- 3 Embraer ERJ-175

## Diensten
Paramount Airways voert lijnvluchten uit naar (juli 2007):
- Bangalore, Kochi, Coimbatore, Haiderabad, Chennai, Madurai, Trivandrum, Vishakhapatnam.